# Gayson Gregory
Gayson Gregory (Bolands, 14 dicembre 1982) è un calciatore antiguo-barbudano, attaccante del Parham.

## Carriera

### Club
Ha giocato in varie squadre antiguo-barbudane e trinidadiane, salvo una piccola parentesi in Canada nel 2008, al Montreal Impact.

### Nazionale
Dal 2000 è nel giro della nazionale antiguo-barbudana.